# Monty Don
Montagu Denis Wyatt "Monty" Don (* 6. červenec 1955) je zahradník, spisovatel a populární moderátor série pořadů britské BBC Gardeners' World (Zahradníkův svět).

## Dílo
- 1990: The Prickotty Bush
- 1995: The Weekend Gardener
- 1997: The Sensuous Garden
- 1998: Gardening Mad
- 1999: Fork to Fork - publikováno v USA v roce 2003 jako From the Garden to the Table: Growing, Cooking, and Eating Your Own Food
- 2003: The Complete Gardener
- 2004: The Jewel Garden
- 2005: Gardening From Berryfields
- 2006: Growing out of Trouble
- 2006: My Roots: A Decade in the Garden
- 2008: Around the World in 80 Gardens
- 2009: The Ivington Diaries
- 2010: My Dream Farm
- 2010: The Home Cookbook, with Sarah Don
- 2011: Italian Gardens
- 2012: Gardening at Longmeadow
- 2013: The Road to Le Tholonet: A French Garden Journey
- 2016: Nigel: My Family and Other Dogs, Two Roads, ISBN 978-1-4736-4169-3